# فيسيلي
فيسيلي (Веселе) هي مدينة في مقاطعة زابوريزكا في أوكرانيا.
يبلغ عدد سكانها حوالي 10,551 نسمة.